# Fotomagnetisk effekt
Den fotomagnetiske effekt er en kvantemekanisk effekt opdaget af forskerne Samuel L. Oliveira og Stephen C. Rand ved University of Michigan omkring 2007-2011.

 
Forskerne har opdaget en kraftig magnetisk interaktion mellem fotonernes dynamiske magnetiske felt – og visse isolatormaterialers atomers magnetiske moment, som er 100 millioner gange stærkere end tidligere forventet. Under de rette omstændigheder, er fotonernes magnetfelts effekt ligeså stærkt som deres elektriske felt – som f.eks. i solceller.
Opdagelsen er en overraskelse, da man ikke umiddelbart ud af de fysiske ligninger kan udlede, at denne kvantemekaniske effekt ville være interessant nok. Derfor er den fotomagnetiske effekt blevet overset i mere end 100 år.
Forskerne har teoretisk beregnet at inkoherent lys som f.eks. sollys, er næsten ligeså effektivt som laserlys, til at blive omsat via den fotomagnetiske effekt.
I 2011 skulle effekttætheden dog være 10 millioner watt per kvadratcentimeter, men forskerne søger efter nye fotomagnetiske materialer, som kan nøjes med væsentligt lavere intensiteter.
Måske kan det gøre solenergi-til-elektrisk energi omsætningen endnu billigere end i dag.